# فيليب فون بوسلاغر
فيليب فون بوسلاغر (بالألمانية: Philipp Freiherr von Boeselager) ولد في 6 سبتمبر 1917 وتوفي بتاريخ 1 مايو 2008 عن 90 عاما ضابط ألماني، آخر من بقي على قيد الحياة من المجموعة التي حاولت اغتيال هتلر.

## مولده
ولد في بورغ هايمرزهايم قرب بون عاصمة ألمانيا السابقة، وهو الرابع من ثمانية أخوة لوالدين هما ألبرت (1883 – 1956) وماريا فون ساليس-سوغليو (1890–1968)

## محاولة الاغتيال
كان بوسلاجر ضابطا في الجيش النازي، لكنه انقلب على هتلر بعد قصف نازي على روما بسبب الانتماء العرقي، وانضم إلى المجموعة التي خططت لاغتيال هتلر ومن بينهم المشير جانثر فون كلوغ، حيث جرت المحاولة الأولى في مارس 1943 عندما كان هتلر مع هنريك هملر للمشاركة في إستراتيجية تَجمع قوات كلوغ، لكنه المحاولة باءت بالفشل.
أما محاولة الاغتيال الثانية فكانت في 20 يوليو 1944 حيث تم رمي قنبلة على هتلر، لكن القنبلة لم تقتل الفوهرر، ولم يتم كشف دور بوسلاجر في العملية، بينما تم إعدام أغلب المجموعة.

## تكريم بوسلاجر
- صليب الفارسِ الحديدي - 1944
- الوسام الأمامي الشرقي – 1939 ومرة ثانية في 1940
- يعتبر بطلا في ألمانيا وفرنسا.

## وفاته
- توفي في 1 مايو 2008 عن 90 عاما، وكان ما يزال يحتفظ بالمسدس الذي حاول فيه اغتيال هتلر .